# Curazia
La Curazia (en plural Curazie y en español curatía) es la demarcación administrativa en que están divididos los Castelli de San Marino.

## Etimología
Su voz deriva del italiano curato.

## Historia
Es una subdivisión administrativa de 2º grado, equivalente a la localidad española o a la fracción geográfica italiana.

## Curazie
San Marino cuenta con nueve castelli  divididos en 43 Curazie:
| Castello (Municipio) | Curazie (Curatías)                                                                     |
| -------------------- | -------------------------------------------------------------------------------------- |
| Acquaviva            | Gualdicciolo, La Serra                                                                 |
| Borgo Maggiore       | Cà Melone, Cà Rigo, Cailungo, San Giovanni sotto le Penne, Valdragone, Ventoso         |
| Chiesanuova          | Caladino, Confine, Galavotto, Molarini, Poggio Casalino, Poggio Chiesanuova, Teglio    |
| Domagnano            | Cà Giannino, Fiorina, Piandivello, Spaccio Giannoni, Torraccia                         |
| Faetano              | Cà Chiavello, Calligaria, Corianino, Monte Pulito                                      |
| Fiorentino           | Capanne, Crociale, Pianacci                                                            |
| Montegiardino        | Cerbaiola                                                                              |
| San Marino           | Cà Berlone, Canepa, Casole, Castellaro, Montalbo, Murata, Santa Mustiola               |
| Serravalle           | Cà Ragni, Cinque Vie, Dogana, Falciano, Lesignano, Ponte Mellini, Rovereta, Valgiurata |